# 167th Street (stacja metra na Jerome Avenue Line)
167th Street – stacja początkowa metra nowojorskiego, na linii 4. Znajduje się w dzielnicy Bronx, w Nowym Jorku i zlokalizowana jest pomiędzy stacjami 170th Street i 161st Street – Yankee Stadium. Została otwarta 2 czerwca 1917.